# Vénosc
Vénosc korábbi község (település) Franciaországban, Isère megyében. 2017. január 1-jén Mont-de-Lans községgel egyesült és Les Deux Alpes új község része lett.
Lakosainak száma 819 fő (2018. január 1.). Vénosc Le Bourg-d’Oisans, Mont-de-Lans, Saint-Christophe-en-Oisans és Valjouffrey községekkel határos.

## Népesség
A település népessége az elmúlt években az alábbi módon változott:
| Lakosok száma | 450  | 515  | 862  | 796  | 941  | 806  | 773  | 765  | 767  | 819  |
|               | 1968 | 1975 | 1982 | 1990 | 1999 | 2011 | 2013 | 2015 | 2017 | 2018 |